# Blaesoxipha fazi
Blaesoxipha fazi är en tvåvingeart som först beskrevs av Hall 1937.  Blaesoxipha fazi ingår i släktet Blaesoxipha och familjen köttflugor. Inga underarter finns listade i Catalogue of Life.